# Specie di Cuphea
Elenco delle specie di Cuphea:

## A
- Cuphea acicularis Koehne
- Cuphea acinifolia A.St.-Hil.
- Cuphea acinos A.St.-Hil.
- Cuphea adenophylla T.B.Cavalc.
- Cuphea aequipetala Cav.
- Cuphea affinitatum Koehne
- Cuphea alaniana S.A.Graham

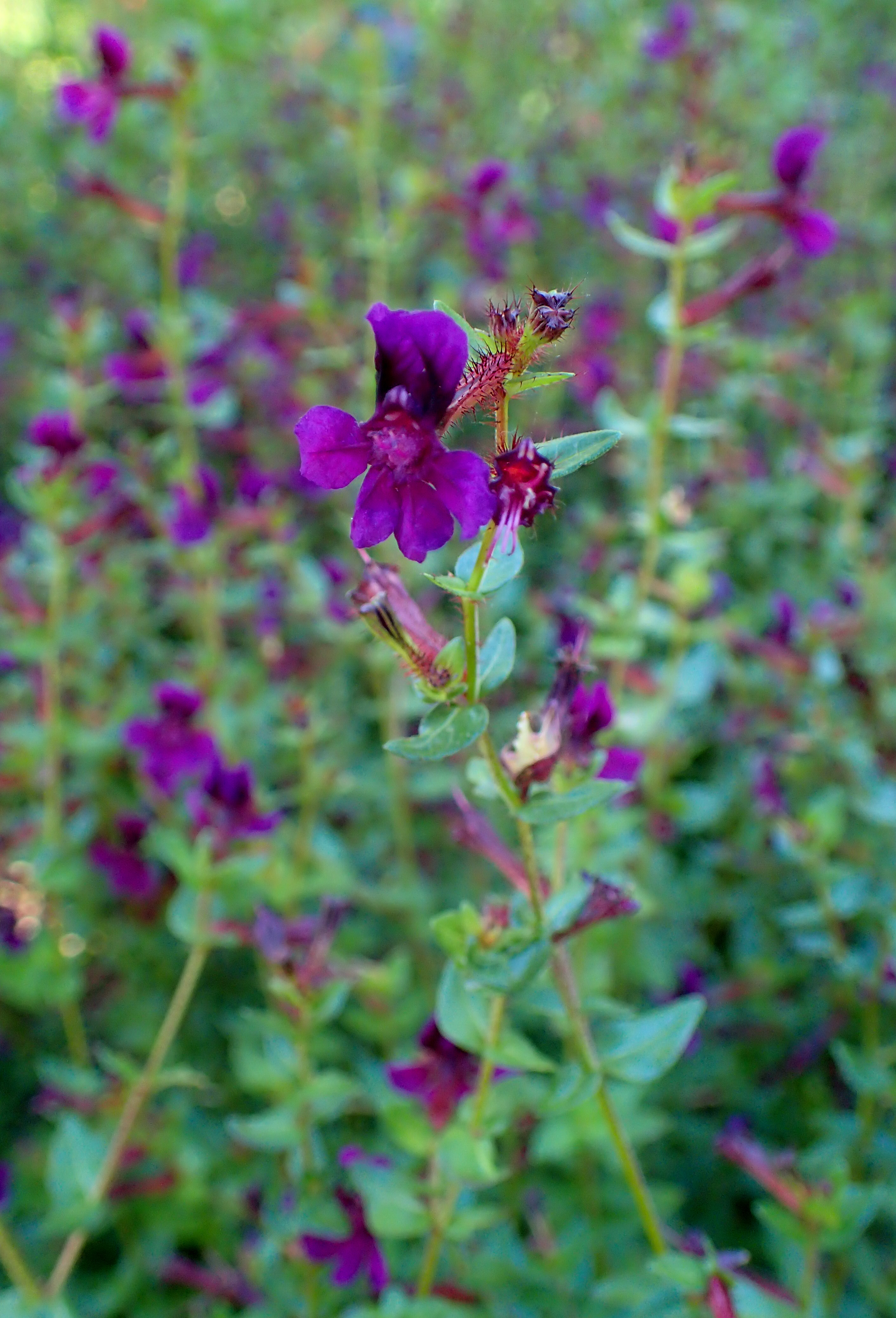
Cuphea aequipetala.

- Cuphea alatosperma T.B.Cavalc. & S.A.Graham
- Cuphea anagalloidea A.St.-Hil.
- Cuphea anamariae T.B.Cavalc. & S.A.Graham
- Cuphea angustifolia Jacq. ex Koehne
- Cuphea anisoclada Lourteig
- Cuphea annulata Koehne
- Cuphea antisyphilitica Kunth
- Cuphea aperta Koehne
- Cuphea appendiculata Benth.
- Cuphea apurensis Lourteig
- Cuphea aquilana S.A.Graham & T.B.Cavalc.
- Cuphea arenarioides A.St.-Hil.
- Cuphea aristata Hemsl.
- Cuphea armata S.A.Graham
- Cuphea aspera Chapm.
- Cuphea avigera B.L.Rob. & Seaton

## B
- Cuphea bahiensis (Lourteig) S.A.Graham & T.B.Cavalc.
- Cuphea baillonis Koehne
- Cuphea blackii Lourteig
- Cuphea bolivarensis Lourteig
- Cuphea bombonasae Sprague
- Cuphea bonplandii Lourteig
- Cuphea brachiata Mart. ex Koehne
- Cuphea brachyantha Koehne
- Cuphea brachypoda T.B.Cavalc.
- Cuphea bracteolosa Koehne
- Cuphea bustamanta Lex.

## C
- Cuphea caesariata S.A.Graham
- Cuphea calaminthifolia Schltdl.
- Cuphea calcarata Benth.

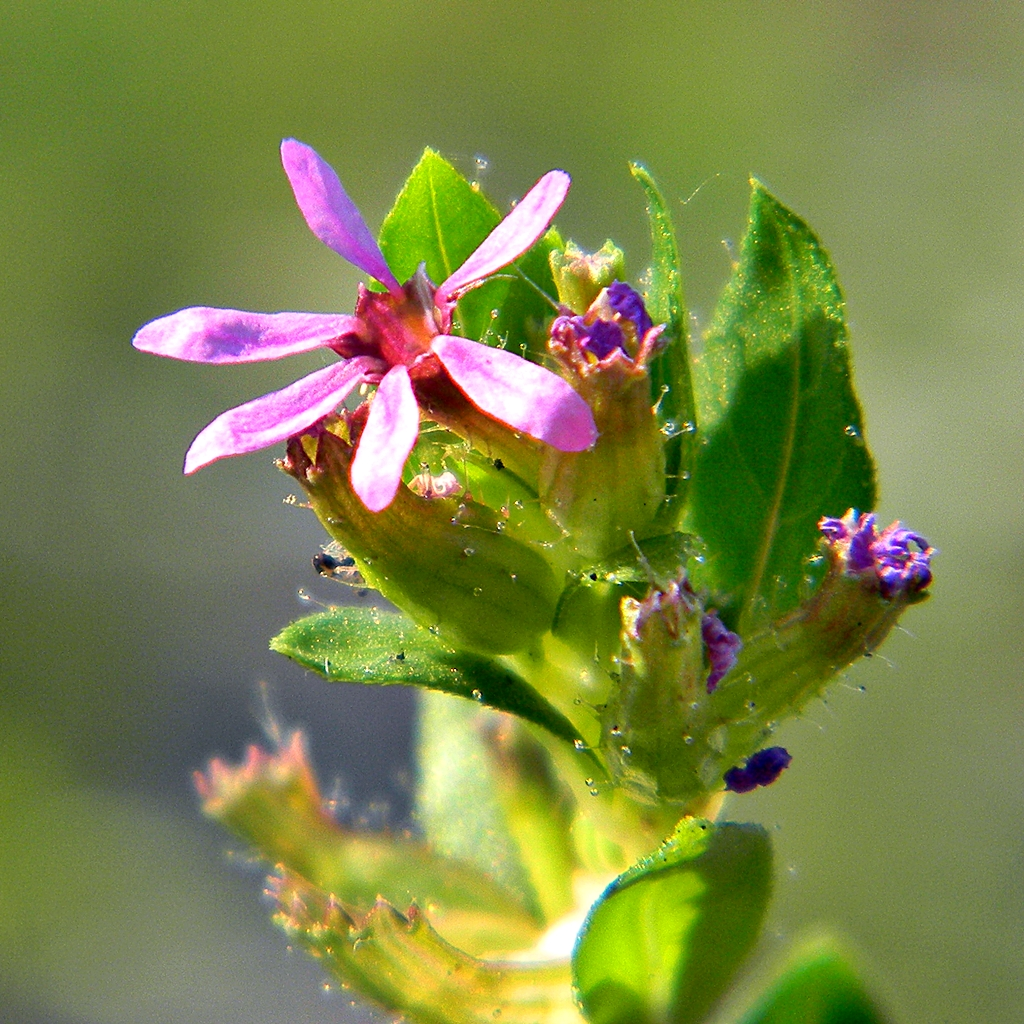
Cuphea carthagenensis.

- Cuphea calophylla Cham. & Schltdl.
- Cuphea campestris Mart. ex Koehne
- Cuphea campylocentra Griseb.
- Cuphea carajasensis Lourteig
- Cuphea cardonae Lourteig
- Cuphea carthagenensis (Jacq.) J.F.Macbr.
- Cuphea carunculata Koehne
- Cuphea cataractarum Spruce ex Koehne
- Cuphea chiribiquetea Lourteig
- Cuphea ciliata Ruiz & Pav.
- Cuphea cipoensis T.B.Cavalc.
- Cuphea circaeoides Sm. ex Sims
- Cuphea concinna Koehne
- Cuphea confertiflora A.St.-Hil.
- Cuphea congesta S.A.Graham & T.B.Cavalc.
- Cuphea cordata Ruiz & Pav.
- Cuphea corisperma Koehne
- Cuphea crassiflora S.A.Graham
- Cuphea crudyana Koehne
- Cuphea cuiabensis Mart. ex Koehne
- Cuphea cunninghamiifolia T.B.Cavalc.
- Cuphea curiosa Lourteig
- Cuphea cyanea Moc. & Sessé ex DC.
- Cuphea cylindracea S.A.Graham

## D
- Cuphea dactylophora Koehne
- Cuphea decandra W.T.Aiton
- Cuphea delicatula Brandegee
- Cuphea densiflora Koehne
- Cuphea denticulata Kunth
- Cuphea dibrachiata S.A.Graham
- Cuphea diosmifolia A.St.-Hil.
- Cuphea dipetala (L.f.) Koehne
- Cuphea disperma Koehne
- Cuphea distichophylla Lourteig
- Cuphea dusenii Koehne

## E
- Cuphea egleri Lourteig
- Cuphea elliptica Koehne
- Cuphea empetrifolia Rose
- Cuphea epilobiifolia Koehne
- Cuphea ericoides Cham. & Schltdl.
- Cuphea exilis T.B.Cavalc. & S.A.Graham

## F
- Cuphea ferrisiae Bacig.
- Cuphea ferruginea Pohl ex Koehne

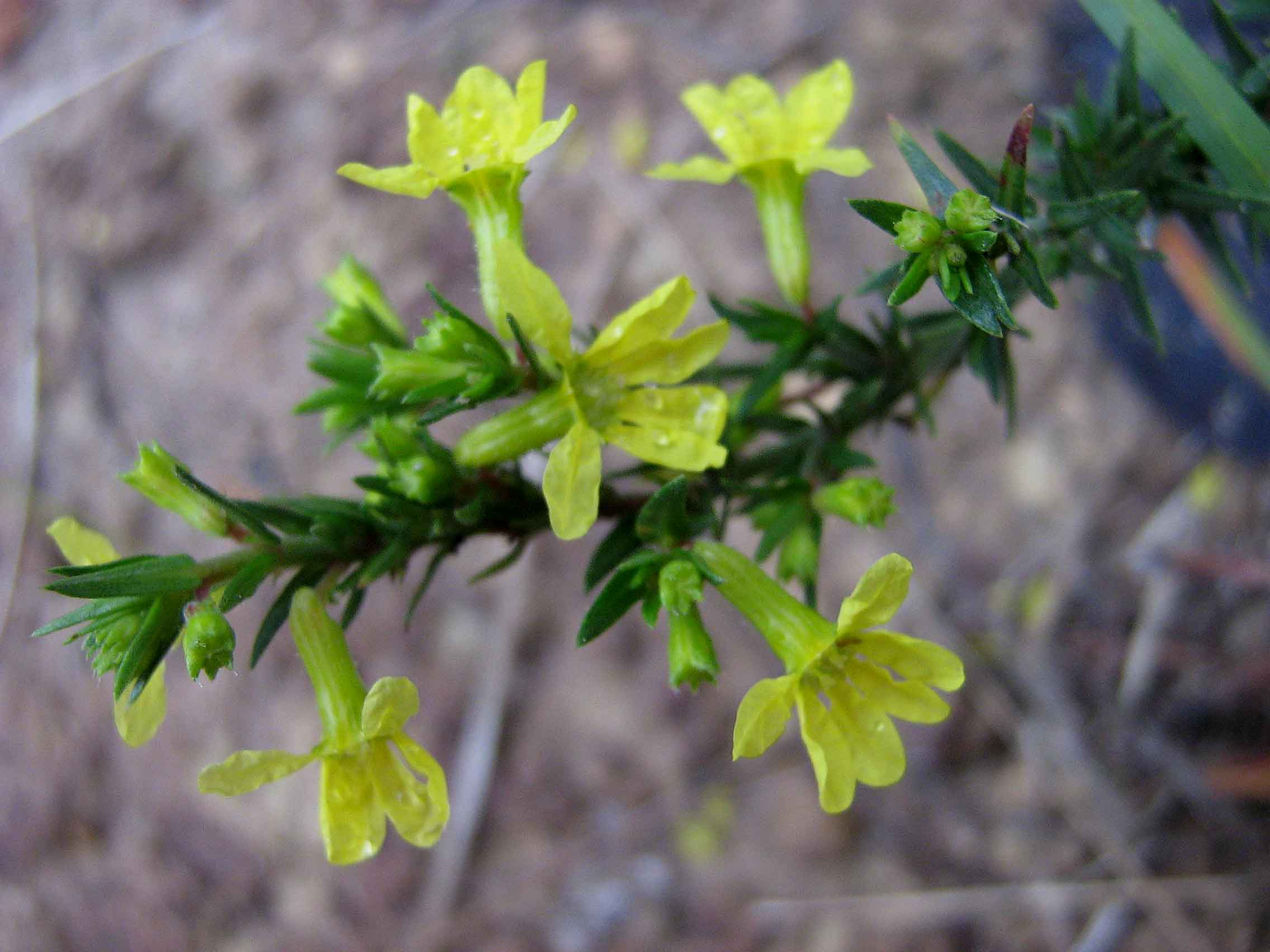
Cuphea flava.

- Cuphea filiformis T.B.Cavalc. & S.A.Graham
- Cuphea flava Spreng.
- Cuphea flavisetula Bacig.
- Cuphea flavovirens S.A.Graham
- Cuphea fluviatilis S.A.Graham
- Cuphea froesii Lourteig
- Cuphea fruticosa Spreng.
- Cuphea fuchsiifolia A.St.-Hil.

## G
- Cuphea galeatocalcarata Lourteig
- Cuphea gardneri Koehne
- Cuphea gaumeri Koehne
- Cuphea glareosa T.B.Cavalc.
- Cuphea glauca Pohl ex Koehne
- Cuphea glaziovii Koehne
- Cuphea glossostoma Koehne
- Cuphea glutinosa Cham. & Schltdl.
- Cuphea gracilis Kunth
- Cuphea grandiflora Pohl ex Koehne

## H

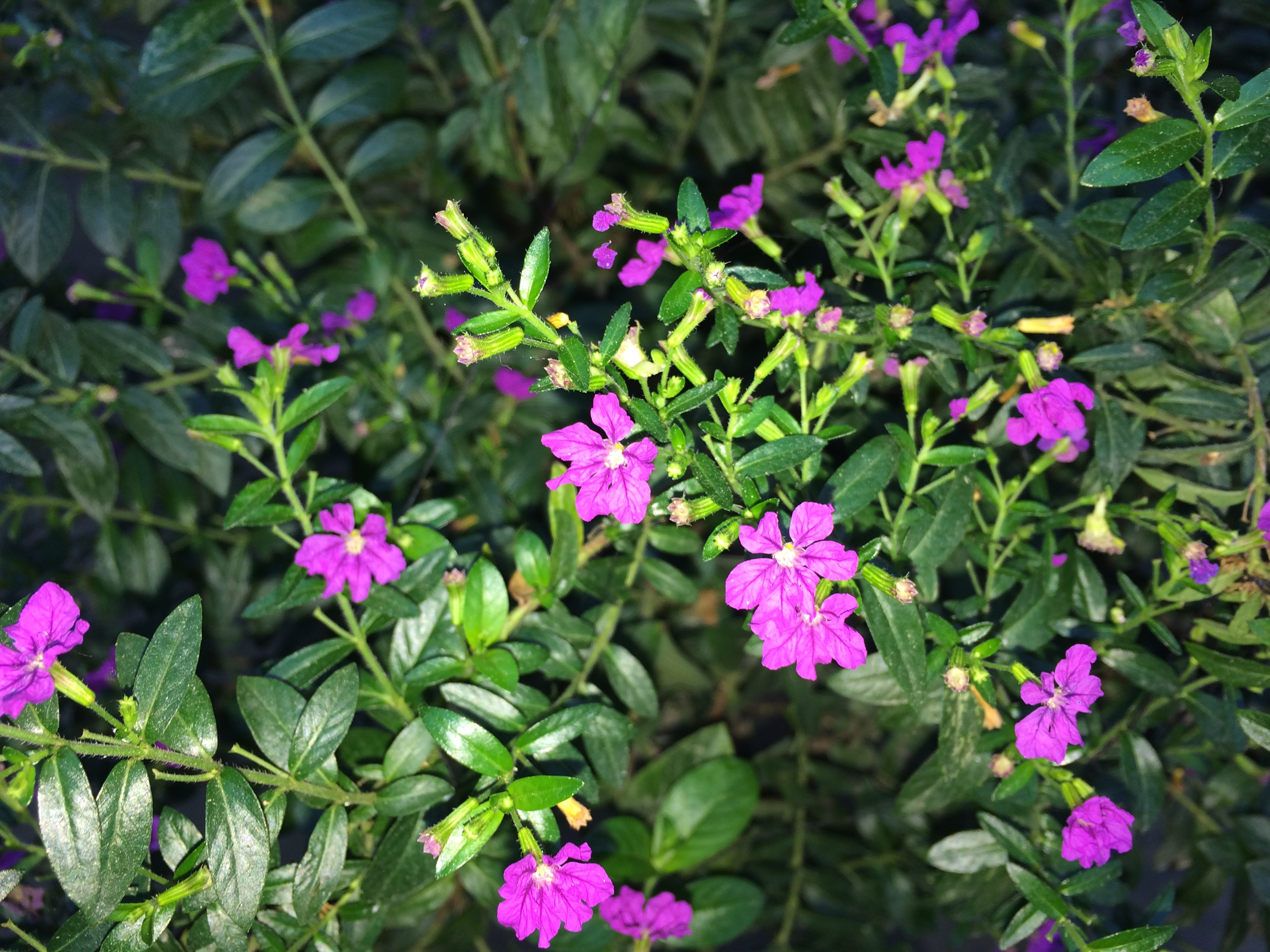
Cuphea hyssopifolia.

- Cuphea harleyi L.M.Brauner & T.B.Cavalc.
- Cuphea hatschbachii Lourteig
- Cuphea heteropetala Koehne
- Cuphea heterophylla Benth.
- Cuphea heydei Koehne
- Cuphea hirsutissima Lourteig
- Cuphea hispidiflora Koehne
- Cuphea hookeriana Walp.
- Cuphea humifusa S.A.Graham
- Cuphea hybogyna Koehne
- Cuphea hyssopifolia Kunth
- Cuphea hyssopoides A.St.-Hil.

## I

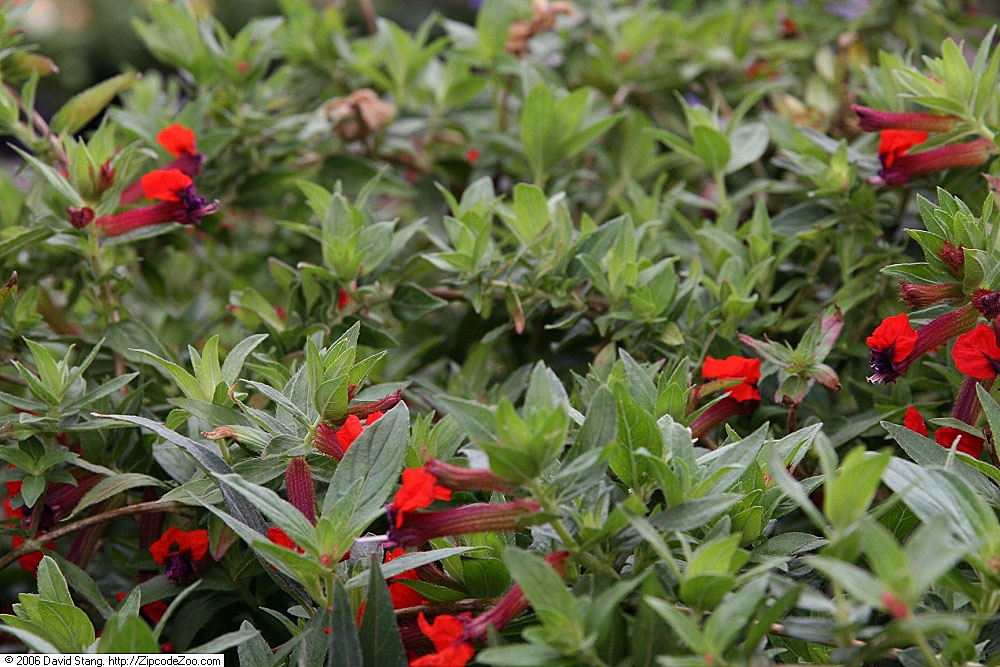
Cuphea ignea.

- Cuphea ignea A.DC.
- Cuphea iguazuensis Lourteig
- Cuphea impatientifolia A.St.-Hil.
- Cuphea inaequalifolia Koehne
- Cuphea inflata S.A.Grahamk
- Cuphea ingrata Cham. & Schltdl.
- Cuphea insolita Lourteig
- Cuphea intermedia Hemsl.

## J
- Cuphea jorullensis Kunth

## K
- Cuphea karwinskii Koehne
- Cuphea killipii Lourteig
- Cuphea koehneana Rose
- Cuphea kubeorum Lourteig

## L
- Cuphea laeviuscula Bacig.
- Cuphea laminuligera Koehne
- Cuphea lanceolata W.T.Aiton
- Cuphea laricoides Koehne
- Cuphea leptopoda Hemsl.

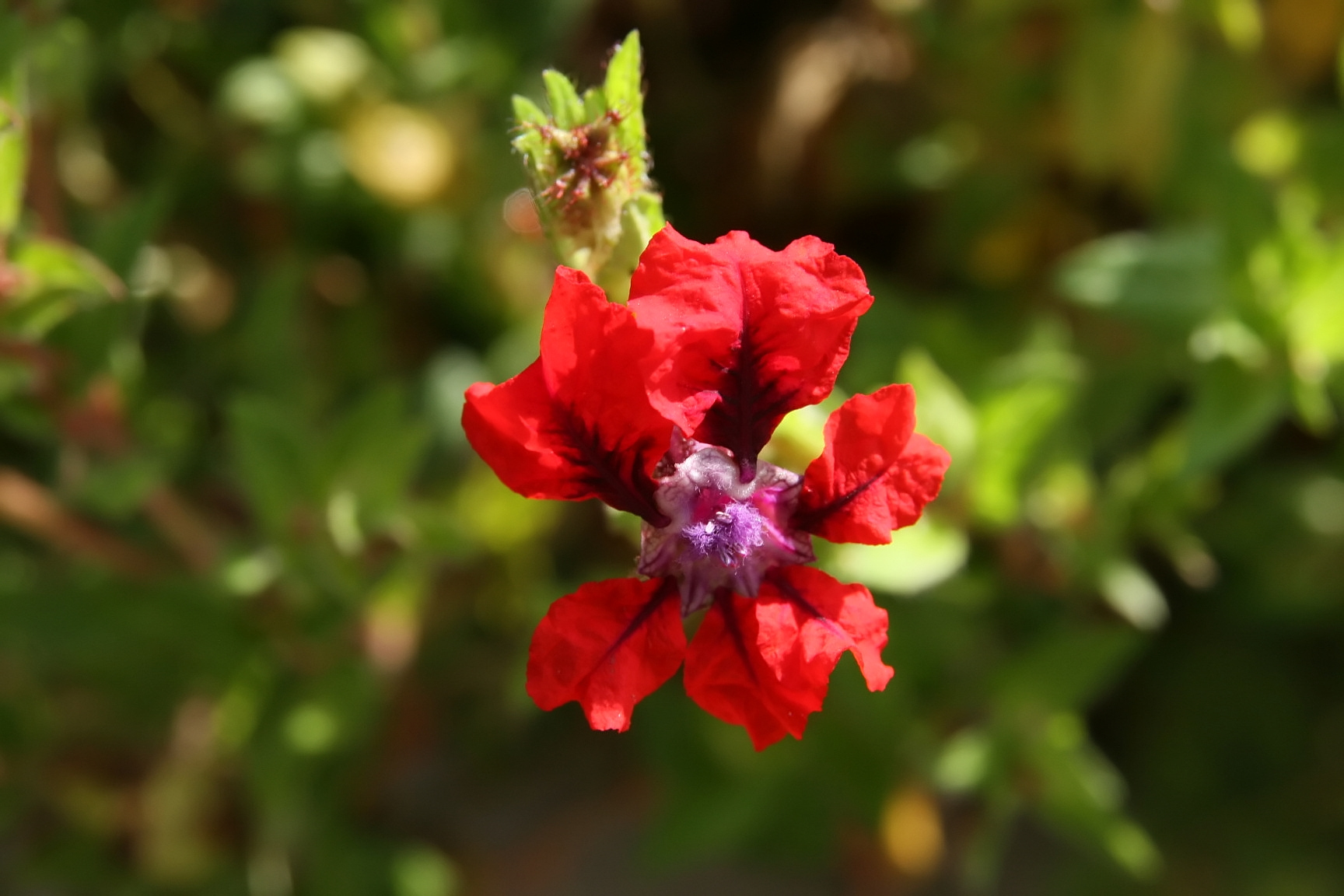
Cuphea llavea.

- Cuphea linarioides Cham. & Schltdl.
- Cuphea lindmaniana Koehne ex Bacig.*
- Cuphea linifolia Koehne
- Cuphea llavea Lex.
- Cuphea lobelioides Griseb.
- Cuphea lobophora Koehne
- Cuphea loefgrenii Bacig.
- Cuphea lophostoma Koehne
- Cuphea lucens T.B.Cavalc. & S.A.Graham
- Cuphea lutea Rose ex Koehne
- Cuphea luteola S.A.Graham & T.B.Cavalc.
- Cuphea lutescens Pohl ex Koehne
- Cuphea lysimachioides Cham. & Schltdl.

## M
- Cuphea maigualidensis Lourteig
- Cuphea megalophylla S.F.Blake

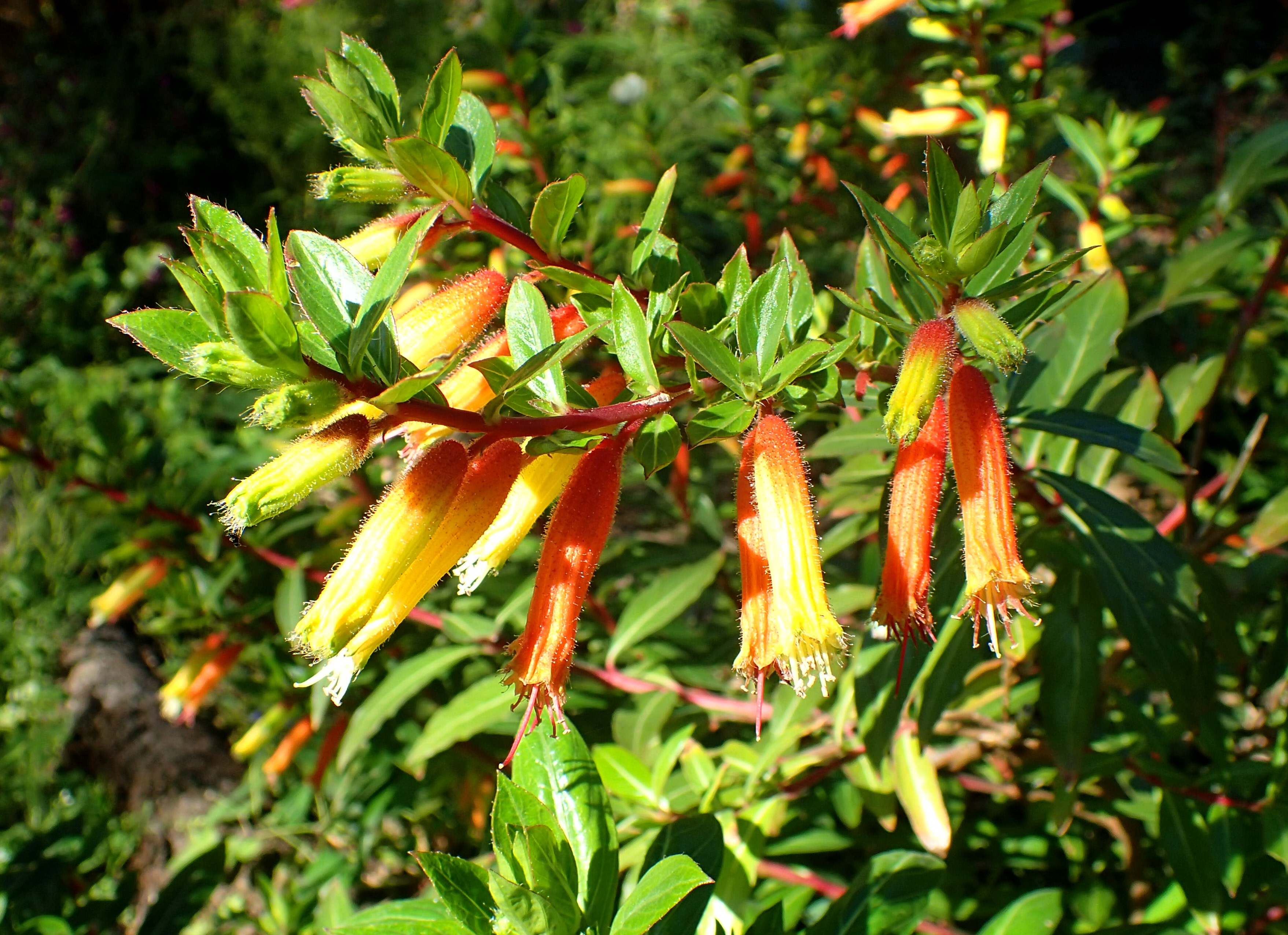
Cuphea micropetala.

- Cuphea melampyrifolia Pohl ex Koehne
- Cuphea melanium (L.) R.Br. ex Steud.
- Cuphea melvilla Lindl.
- Cuphea mexiae Bacig.
- Cuphea michoacana R.C.Foster
- Cuphea micrantha Kunth
- Cuphea micropetala Kunth
- Cuphea mimuloides Schltdl. & Cham.
- Cuphea myrtifolia Bacig.

## N

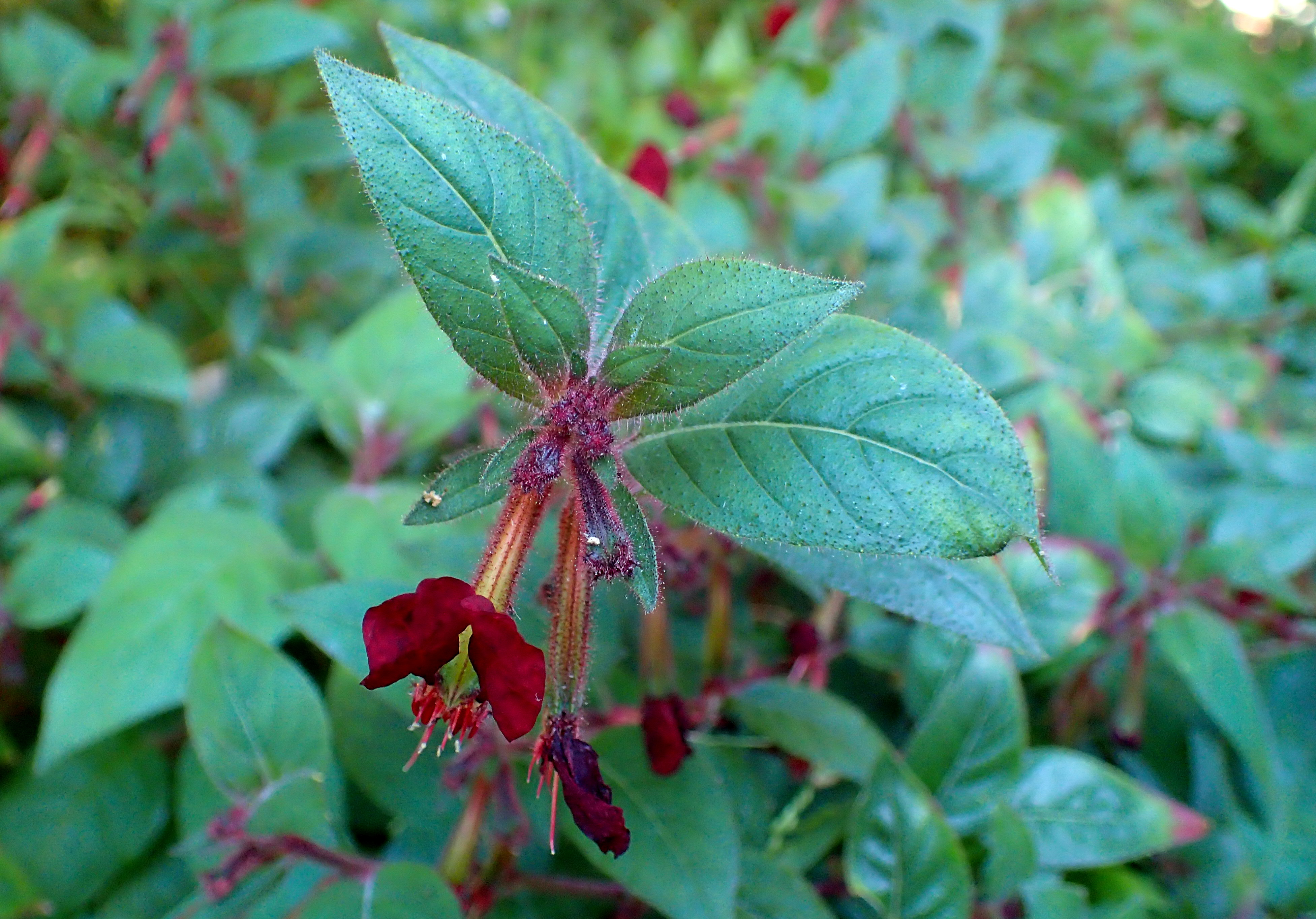
Cuphea nudicostata.

- Cuphea nitidula Kunth
- Cuphea nivea S.A.Graham
- Cuphea nudicostata Hemsl.

## O
- Cuphea odonellii Lourteig
- Cuphea ornithoides R.C.Foster
- Cuphea ownbeyi S.A.Graham

## P
- Cuphea painteri Rose ex Koehne
- Cuphea palustris Koehne
- Cuphea paradoxa Koehne
- Cuphea paranensis Bacig.

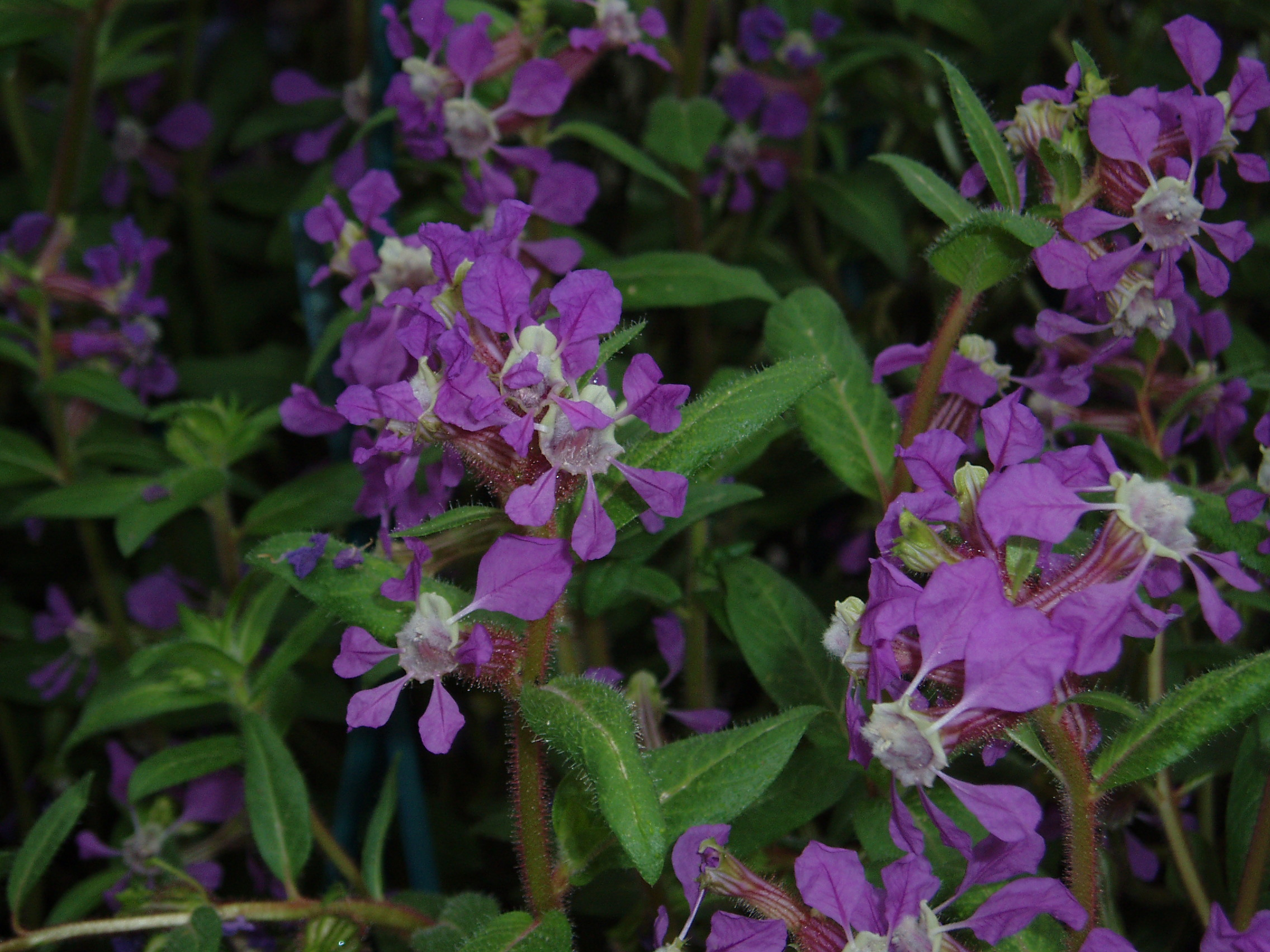
Cuphea procumbens.

- Cuphea parsonsia (L.) R.Br. ex Steud.
- Cuphea pascuorum Mart. ex Koehne
- Cuphea patula A.St.-Hil.
- Cuphea paucipetala S.A.Graham
- Cuphea persistens Koehne
- Cuphea pertenuis R.C.Foster
- Cuphea philombria Lourteig
- Cuphea pinetorum Benth.
- Cuphea pleiantha Lourteig
- Cuphea pohlii Lourteig
- Cuphea polymorpha A.St.-Hil.
- Cuphea potamophila T.B.Cavalc. & S.A.Graham
- Cuphea procumbens Ortega
- Cuphea pseudericoides Koehne
- Cuphea pseudosilene Griseb.
- Cuphea pseudovaccinium A.St.-Hil.
- Cuphea pterosperma Koehne
- Cuphea pulchra Moric.
- Cuphea punctulata Koehne
- Cuphea purpurascens Bacig.
- Cuphea pustulata Koehne

## Q
- Cuphea quaternata Bacig.

## R
- Cuphea racemosa (L.f.) Spreng.
- Cuphea radiaticaulis Lourteig
- Cuphea ramosissima Pohl ex Koehne
- Cuphea rasilis S.A.Graham
- Cuphea reflexifolia Koehne
- Cuphea reitzii Lourteig
- Cuphea repens Koehne
- Cuphea reticulata Koehne
- Cuphea retrorsicapilla Koehne
- Cuphea retroscabra S.Watson
- Cuphea rhodocalyx Lourteig
- Cuphea rigidula Benth.
- Cuphea rionegrensis Lourteig
- Cuphea riparia Ekman & O.C.Schmidt
- Cuphea roseana Koehne
- Cuphea rubescens Koehne
- Cuphea rubrovirens T.B.Cavalc.

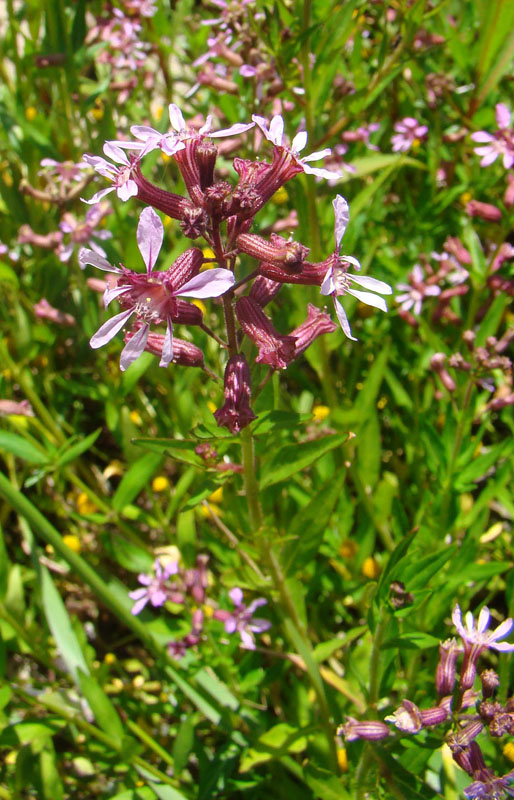
Cuphea racemosa.

- Cuphea rupestris T.B.Cavalc. & S.A.Graham
- Cuphea rusbyi Lourteig

## S
- Cuphea sabulosa S.A.Graham

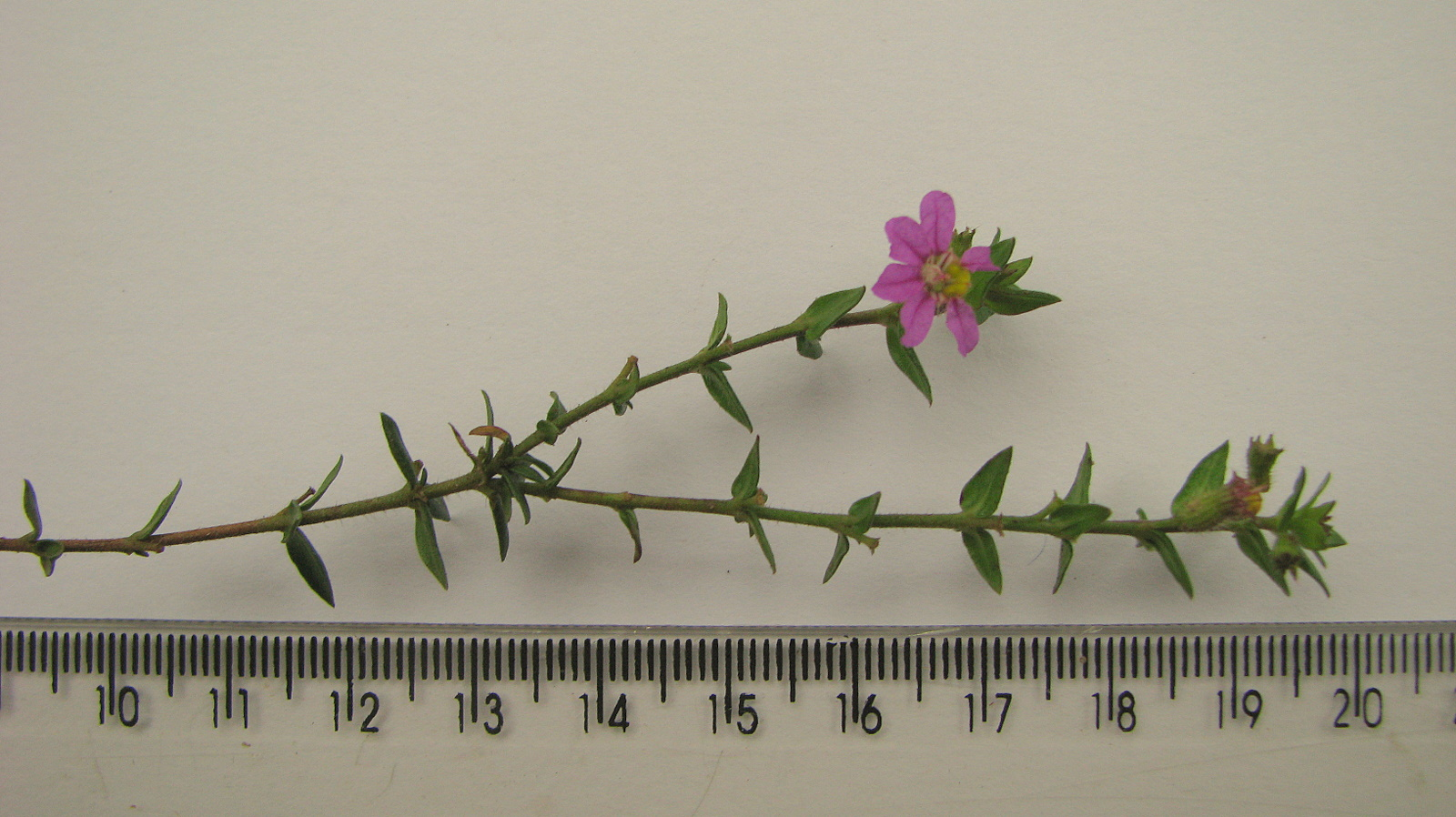
Cuphea sessilifolia.

- Cuphea salicifolia Schltdl. & Cham.
- Cuphea salvadorensis (Standl.) Standl.
- Cuphea santos-limae G.M.Barroso
- Cuphea saxatilis S.A.Graham
- Cuphea scaberrima Koehne
- Cuphea schumannii Koehne
- Cuphea schwackei Koehne ex Schwacke
- Cuphea sclerophylla Koehne
- Cuphea scolnikiae Lourteig
- Cuphea secundiflora Moc. & Sessé ex DC.
- Cuphea seleri Koehne
- Cuphea sessiliflora A.St.-Hil.
- Cuphea sessilifolia Mart.
- Cuphea setifera S.A.Graham
- Cuphea setosa Koehne
- Cuphea sincorana T.B.Cavalc.
- Cuphea sordida Koehne
- Cuphea spectabilis S.A.Graham
- Cuphea sperguloides A.St.-Hil.
- Cuphea spermacoce A.St.-Hil.
- Cuphea splendida Lourteig
- Cuphea spraguei Lourteig
- Cuphea spruceana Koehne
- Cuphea stenopetala Koehne
- Cuphea strigulosa Kunth
- Cuphea stygialis Lourteig
- Cuphea subuligera Koehne
- Cuphea sucumbiensis Lourteig

## T
- Cuphea tarapotensis Sprague
- Cuphea teleandra Lourteig
- Cuphea tenuissima Koehne
- Cuphea tetrapetala Koehne
- Cuphea thymoides Cham. & Schltdl.
- Cuphea tolucana Peyr.
- Cuphea trichochila R.C.Foster
- Cuphea trisperma S.A.Graham
- Cuphea trochilus S.A.Graham
- Cuphea tuberosa Cham. & Schltdl.

## U
- Cuphea urbaniana Koehne
- Cuphea urens Koehne
- Cuphea utriculosa Koehne

## V

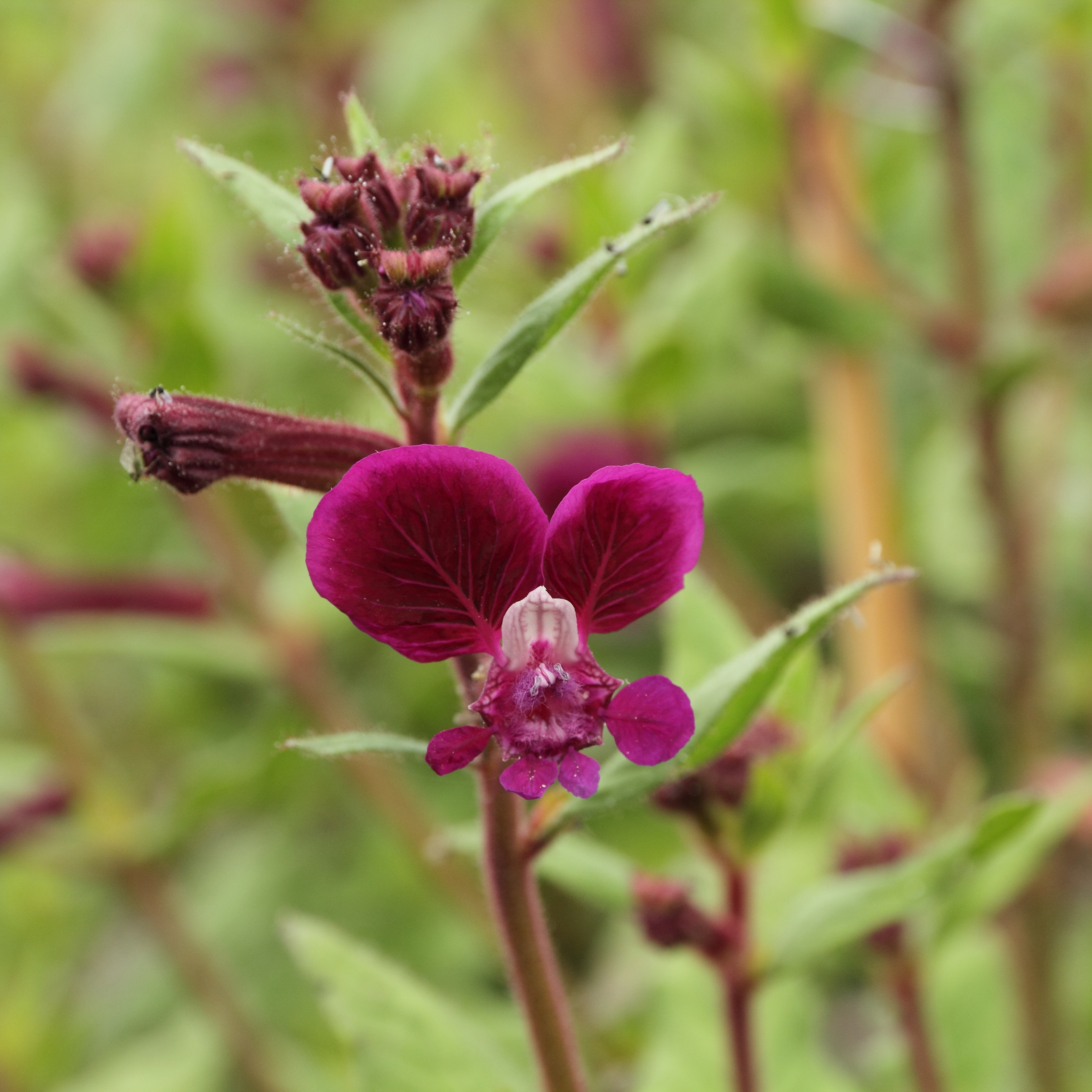
Cuphea viscosissima.

- Cuphea vargasii J.F.Macbr.
- Cuphea varia Koehne ex Bacig.
- Cuphea vesiculigera R.C.Foster
- Cuphea vesiculosa Koehne
- Cuphea viscosa Rose ex Koehne
- Cuphea viscosissima Jacq.

## W
- Cuphea warmingii Koehne
- Cuphea watsoniana Koehne
- Cuphea watsonii M.E.Jones
- Cuphea weddelliana Koehne
- Cuphea wrightii A.Gray

## X
- Cuphea xanthopetala S.A.Graham & T.B.Cavalc.